# Софроний (Евстратиадис)
Митрополит Софроний (греч. Μητροπολίτης Σωφρόνιος, в миру Ста́врос Софрониа́дис, греч. Σταύρος Σωφρονιάδης или Евстратиадис; 1872, Сийи, Прусса — 14 ноября 1947, Париж) — епископ Константинопольской православной церкви, митрополит Леонтопольский. Богослов.

## Биография
Учился в Богословской школе на острове Халки, по окончании которой митрополитом Прусским Нафанаилом (Папаникасом) был рукоположён в сан диакона.
Служил диаконом в Вене, где получил степень доктора тамошнего университета.
11 сентября 1908 года митрополитом Триполийским Феофаном (Мосхонас) был рукоположён а сан священника.
14 сентября 1908 года был рукоположён в сан епископа Леонтопольского с возведением в сан митрополита. Хиротонию совершили: Патриарх Александрийский Фотий, митрополит Триполийский Феофан (Мосхонас), митрополит Птолемаидский Михаил (Триандафиллидис) и митрополит Аксумский Христофор (Даниилидис).
8 марта 1913 года ушёл на покой по состоянию здоровья.
Выйдя на покой, поселился в Салониках, где в 1917 году назначен главным редактором журнала «Γρηγόριος ο Παλαμάς».
В 1919 году уехал в Париж, где продолжал заниматься исследованиями вплоть до своей конины 14 ноября 1947 года.